# Keel (Ort)

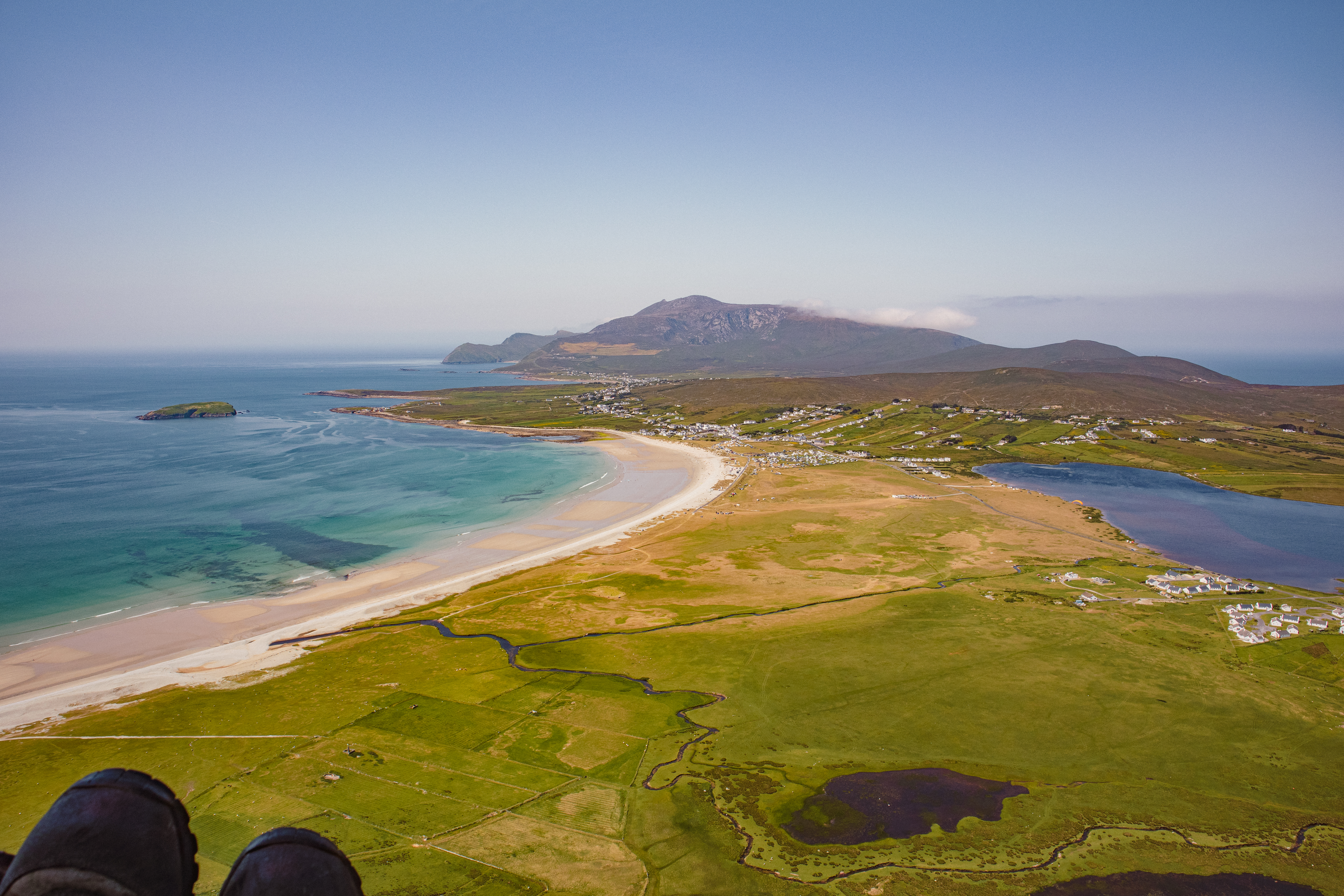
Keel mit Strand und See

Keel (irisch An Caol, „das Schmale“) ist eine kleine Ortschaft in der Grafschaft Mayo in der Republik Irland. Keel hat 232 Einwohner (2022).

## Lage
Keel liegt im westlichen Zentrum von Acaill, der größten irischen Insel. Die Ortschaft ist über die R319 nach Westen mit den Nachbarorten Dooagh (Dumha Acha) und Pollagh (An Pollach) und nach Osten mit Bun an Churraigh und mit dem Festland verbunden. Keel ist ein Fischerdorf am Atlantik. Etwa 800 Meter nordöstlich vom Ortskern liegt der See Keel Lough (Loch an Chaoil). Im Südosten liegt der Strand Keel Beach (Trá an Chaoil). Nördlich von Keel liegt das Deserted Village, einer nur noch in wenigen Resten erhaltenen Siedlung, die aus Häusern in Trockenbauweise bestand und während des Großen Hungers aufgegeben wurde.

## Sehenswürdigkeiten
- Die Megalith-Anlage Keel East liegt im Nordosten von Keel
- Himmelfahrtskirche